# Raid on Rommel
Raid on Rommel is een Amerikaanse oorlogsfilm uit 1971 onder regie van Henry Hathaway.

## Verhaal
Tijdens de oorlog gaat een Brits commando in Noord-Afrika op een missie in vijandelijk gebied. Ze moeten Duitse geschutopstellingen in de buurt van Tobroek vernietigen. De missie loopt niet zoals voorzien, maar uiteindelijk slagen ze toch in hun opzet. 
Wie goed oplet zal merken dat verschillende beelden zijn overgenomen uit de film Tobruk uit 1967 met Rock Hudson in de hoofdrol. Beide films hebben eigenlijk dezelfde opzet. 

## Rolverdeling
| Acteur            | Personage         |
| ----------------- | ----------------- |
| Richard Burton    | Foster            |
| John Colicos      | MacKenzie         |
| Clinton Greyn     | Majoor Tarkington |
| Wolfgang Preiss   | Rommel            |
| Danielle De Metz  | Vivi              |
| Karl-Otto Alberty | Schroeder         |
| Christopher Cary  | Gewetensbezwaarde |
| John Orchard      | Garth             |
| Brook Williams    | Reilly            |
| Greg Mullavey     | Brown             |
| Ben Wright        | Admiraal          |
| Michael Sevareid  | Wembley           |
| Chris Anders      | Tanksergeant      |